# Lijst van overige schepen in dienst bij de Koninklijke Marine
Onderstaand overzicht van schepen in dienst bij de Koninklijke Marine is actueel per november 2017

## Groep Escorteschepen

### Amfibische Transportschepen
- L800 Zr.Ms. Rotterdam (1998-heden)
- L801 Zr.Ms. Johan de Witt (2007-heden)

Behoren beide tot het LPD-type - Landing Platform Dock

### Joint Support Ship (JSS)
- A833 Zr. Ms. Karel Doorman  (2015-heden)

## Onderzeedienst

### Walrusklasse
- S802 Zr.Ms. Walrus (1992-2023)
- S803 Zr.Ms. Zeeleeuw (1990-heden)
- S808 Zr.Ms. Dolfijn (1993-heden)
- S810 Zr.Ms. Bruinvis (1994-heden)

### Torpedowerkschip
- A900 Zr.Ms. Mercuur (1987-heden)

Werkschip voor het herstellen van (oefen)torpedo's van onderzeeboten.

## Mijnendienst

### Mijnenjagers
- M857 Zr. Ms. Makkum (1985-heden)
- M860 Zr.Ms. Schiedam (1986-heden)
- M862 Zr.Ms. Zierikzee (1987-heden)
- M864 Zr.Ms. Willemstad (1986-heden)

## Dienst der Hydrografie

### Hydrografische opnemingsvaartuigen
- A802 Zr.Ms. Snellius (2003-heden)
- A803 Zr.Ms. Luymes (2004-heden)

De schepen van de Dienst der Hydrografie werden vroeger wel aangeduid met witte vloot, verwijzend naar de witte kleur van de schepen. Thans zijn de hydrografische schepen uitgevoerd in marinegrijs, om redenen van louter praktische aard.

## Overige Vaartuigen

### Logistiek ondersteuningsvaartuig voor het Caraïbisch gebied
- A804 Zr.Ms. Pelikaan (2006)

Dit schip wordt ook wel aangeduid met communicatievaartuig, transportschip of hulpvaartuig. De hoofdtaak bestaat uit het vervoeren van mariniers (maximaal ca. 40) en materieel tussen de eilanden.

### Marine-opleidingsvaartuig
- A902 MOV Van Kinsbergen (1999)

### Zeilend opleidingsschip
- Y8050 Zr.Ms. Urania (1938/2004)

Officieel het oudste schip van de marine, daterend uit 1938. In 2003/2004 volledig gerenoveerd vanaf de spiegel. Alleen masten en tuigage werden overgezet. Feitelijk dus een nieuw schip

### Duikvaartuigen
- A850 Soemba (1989) :In juni 2009 overgenomen van de Koninklijke Landmacht.
- A851 Cerberus (1992)
- A852 Argus (1992)
- A853 Nautilus (1992)
- A854 Hydra (1992)

Duikvaartuigen zijn moederschepen voor duikers en kikvorsmannen. Ze worden voornamelijk in havens en binnenwateren gebruikt.

## Havendienst

### Kustsleepboten
Op 26 februari 2015 is de kiel gelegd van de 3 nieuwe hybrid ASD 2810 sleepboten, waarvan er reeds 2 in dienst waren. Zij vervingen 4 oude kustsleepboten medio 2016.
- A871 Noordzee (2016)
- A872 Waddenzee (2016)
- A873 Zuiderzee (2016)
- A878 Gouwe (1997)

### Havensleepboten
- Y8018 Breezand (1989)
- Y8019 Balgzand (1990)

### Brandstoflichter
- Y8760 Patria (1999)

Vaartuig voor het overgeven van brandstof en water van schepen binnen de Nederlandse wateren 

## Korps Mariniers

### Landingsvaartuigen

#### Landing Craft Utility
- L9525 (1998)
- L9526 (1999)
- L9527 (1999)
- L9528 (1998)
- L9529 (1999)

#### Landing Craft Vehicle Personnel
Sinds 2012 zijn er 12 nieuwe LCVP van het type Mk V C in dienst gesteld.
- L9567 (2012)
- L9569 (2012)
- L9574 (2012)
- L9576 (2012)